# Instructies per seconde
Instructies per seconde (IPS) is een maateenheid voor de rekenkracht van computers, met in het bijzonder de verwerkingssnelheid van de processor.
Men gebruikt ook vaak het acroniem MIPS (miljoen instructies per seconde). De eenheid geeft aan hoeveel instructies een microprocessor per seconde kan uitvoeren. 1 MIPS betekent dat het een miljoen instructies per seconde kan uitvoeren.
Processors bereiken hoge IPS-waarden voornamelijk met zeer eenvoudige opdrachten voor berekeningen van gehele of logische getallen. Voor veel berekeningen is de rekenkracht met zwevendekommagetallen echter doorslaggevend, waarvoor een vergelijkbare meeteenheid bestaat, de zogenaamde FLOPS (floating point operations per second).

## Overzicht
Een selectie van enkele computerprocessors met bijbehorende MIPS-eenheid.
| Processor           | MIPS    | Klokfrequentie | Jaar |
| ------------------- | ------- | -------------- | ---- |
| UNIVAC I            | 0,002   | 2,25 MHz       | 1951 |
| Intel 8080          | 0,29    | 2 MHz          | 1974 |
| Zilog Z80           | 0,58    | 4 MHz          | 1976 |
| Motorola 68000      | 1,4     | 8 MHz          | 1979 |
| Motorola 68020      | 4,8     | 16 MHz         | 1984 |
| Intel 80486         | 25,6    | 66 MHz         | 1992 |
| Intel Pentium       | 188     | 100 MHz        | 1994 |
| Hitachi SuperH      | 360     | 200 MHz        | 1997 |
| PowerPC G3          | 671     | 366 MHz        | 1997 |
| Intel Pentium III   | 2054    | 600 MHz        | 1999 |
| Intel Xeon          | 93.608  | 3 GHz          | 2007 |
| AMD Phenom II       | 78.440  | 3,3 GHz        | 2010 |
| Intel Core i7 2600K | 117.160 | 3,4 GHz        | 2011 |
| Intel Core i7 5960X | 298.190 | 3,5 GHz        | 2014 |
| Raspberry Pi 2      | 4744    | 1 GHz          | 2014 |
| Intel Core i9 9900K | 412.090 | 4,7 GHz        | 2018 |
| AMD Ryzen 9 3950X   | 749.070 | 4,6 GHz        | 2019 |